# Alenka Janko Spreizer
Alenka Janko Spreizer, slovenska sociologinja in socialna antropologinja, * 27. marec 1969, Ljubljana.
Predava na Oddelku za antropologijo in kulturne študije Fakultete za humanistične študije Univerze na Primorskem v Kopru.
Področja dela: antropologija Romov in Sintov, romski študiji, kritika romologije, antropologija ribičev in ribištva, pomorska antropologija, socialna antropologija, zgodovina antropologije, etnični študiji, antropologija etničnosti in rasizma, antropologija Sredozemlja, sredozemske identitete, antropologija prostora in kraja, antropologija krajine, antropologija migracij, migranti in begunci.

## Dela
- Spreizer, Alenka Janko (2002). Vedel sem, da sem Cigan - rodil sem se kot Rom: Znanstveni rasizem v raziskovanju Romov. Ljubljana: Založba ISH. ISBN 961-6192-22-1.
- Spreizer, Alenka Janko (2004). (Ur.). Antropologija krajine. Ljubljana: Tropos. ISSN 1854-0376.
- Spreizer, Alenka Janko (2007). (Sour.). Migrants and Refugees in Europe: Models of Integration and New Challenges for Vocational Guidance. Milano: FrancoAngeli. ISBN 978-88-464-8726-1.
- Spreizer, Alenka Janko (2009). (Sour.). Rasizmi in družbene reprezentacije Romov. Koper: Univerzitetna založba Annales. ISSN 1854-0376.
- Spreizer, Alenka Janko (2011). (Sour.). Report Handbook on Autobiographical Pedagogical Approaches for Working with Second Generation Migrants. Koper: Fakulteta za humanistične študije; Dunaj: BEST, Institut für berufsbezogene Weiterbildung und Personaltraining; Milano: Università degli studi, Facoltà di scienze politiche. ISBN 978-961-92233-9-0.
- Spreizer, Alenka Janko (2011). (Sour.). Multilingual Practical Training Guide = Manuale didattico multilingue = Mehrsprachiges praktisches Handbuch = Praktični večjezični vodnik za usposabljanje = Flerspråking praktisk utbildningshandbok = Meertalige praktische trainingsgids. Koper: Fakulteta za humanistične študije; Dunaj: BEST, Institut für berufsbezogene Weiterbildung und Personaltraining Austria; Milano: Università degli studi, Facoltà di Scienze Politiche. ISBN 978-961-93127-0-4.
- Spreizer, Alenka Janko (2013). (Sour.). Mediterranean Identities. Koper: Založba Univerze na Primorskem. ISBN 978-961-6832-43-4.
- Spreizer, Alenka Janko (2013). (Soavt.). (Ne)gibanje in vzpostavljanje kraja. Ljubljana: Založba ZRC. ISBN 978-961-254-483-6.
- Spreizer, Alenka Janko (2017). (Soavt.). Fish On the Move: Fishing Between Discourses and Borders in the Northern Adriatic. Cham: Springer Nature. ISBN 978-3-319-51895-4.
- Spreizer, Alenka Janko (2018). (Sour.). Človek in živali v UNESCO Biosfernem območju Kras in porečje Reke. Škocjan: Park Škocjanske jame. ISBN 978-961-6490-47-4.